# Ada Rossi
Ada Rossi (Golese, 10 settembre 1899 – Roma, 15 giugno 1993) è stata una partigiana, antifascista e insegnante italiana.
È ricordata anche per aver partecipato alla fondazione del Movimento Federalista Europeo e insieme a Ursula Hirschmann è considerata una delle madri dell'Europa.

## Biografia
Ada è la primogenita di Concettina Montanari e dell'ufficiale Carlo Rossi che, dopo aver partecipato alla guerra di Libia, muore di tifo nel 1912, lasciando la moglie e quattro figli. Ada viene iscritta al collegio Villa della Regina di Torino, un istituto per le figlie degli ufficiali del Regio Esercito, da cui esce con il diploma di maestra. La madre, rimasta sola, si risposò in seconde nozze con il cassiere della Banca d'Italia Giacomo Morandi e, dopo vari spostamenti, nel 1918 la famiglia si trasferì a Bergamo. In quegli anni s'iscrisse all'Università degli Studi di Pavia dove si laureò in matematica e fisica, iniziando subito dopo a lavorare come insegnante in vari istituti della zona.
Nel 1928 diventa professoressa di matematica e fisica presso l'Istituto Tecnico "Vittorio Emanuele II" di Bergamo, e lì conobbe un insegnante di economia e diritto che diventerà poi suo marito, il politico antifascista Ernesto Rossi. Ada inizia a partecipare alla lotta antifascista ma essenzialmente come elemento di collegamento. Sono queste precauzioni che le eviteranno il processo del 1931 in cui fu coinvolto Ernesto Rossi e numerosi suoi amici antifascisti, e che ebbe come conseguenza una pesante condanna che prevedeva sia carcere che quattro anni al confino nell'isola di Ventotene.

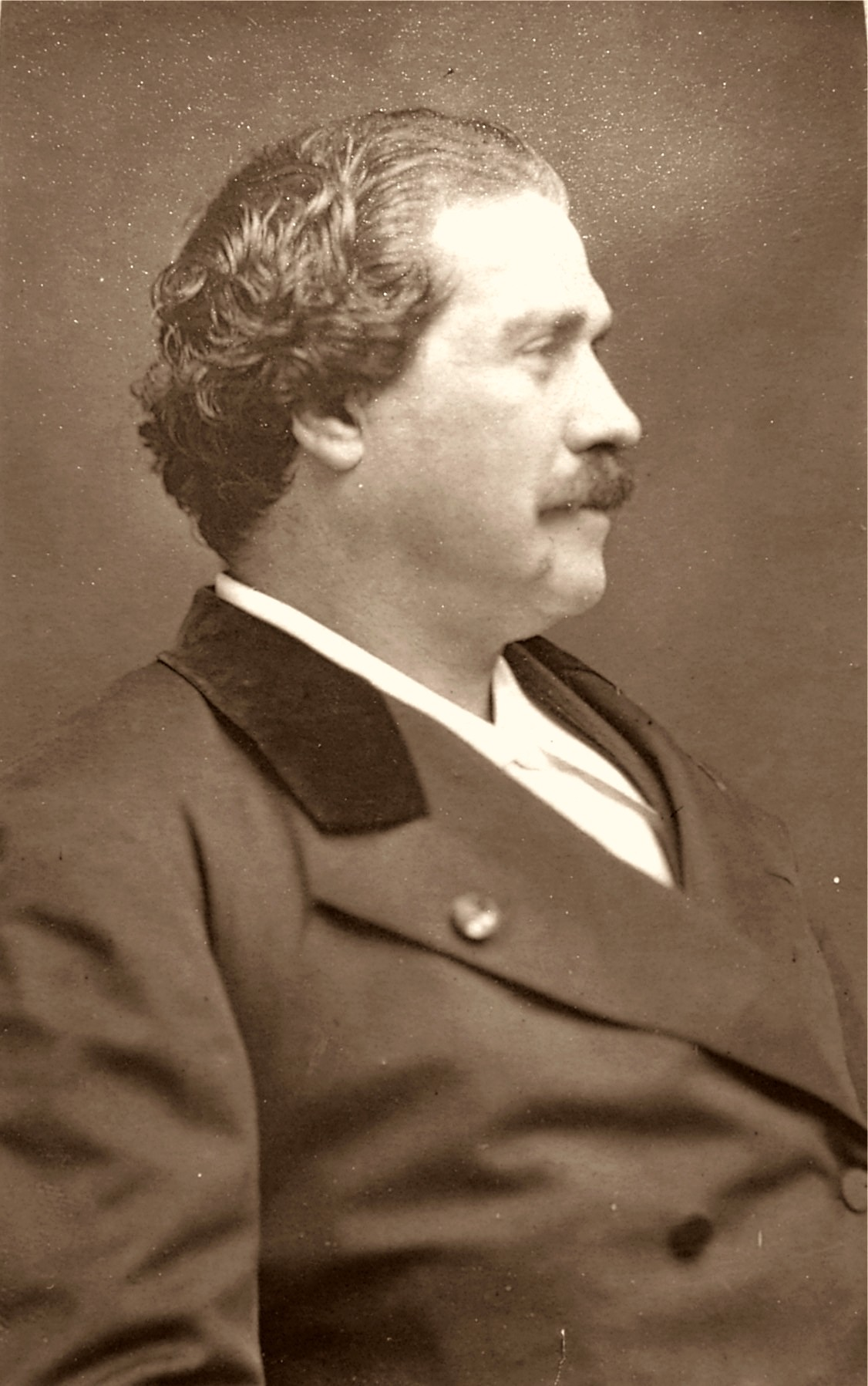
Ernesto Rossi.

Il matrimonio con rito civile fu celebrato quando Ernesto Rossi già scontava la pena detentiva inflittagli dal Tribunale speciale per la difesa dello Stato. Il 24 ottobre 1931, nell'ufficio del direttore del carcere di Pallanza si sposarono con due secondini come testimoni. Perso il lavoro a scuola, dovette mantenersi con lezioni private. Sono anni molto difficili per lei, in cui cerca in ogni modo di sovvenire al suo sostentamento economico, rendere regolarmente visita al marito che viene spesso spostato da un carcere all'altro e collaborando segretamente ai suoi progetti di evasione. Ada è sorvegliata costantemente, ogni suo spostamento è segnalato alla Questura perché considerata elemento pericoloso. Nel dicembre del 1942 il Prefetto di Bergamo la invia al confino, in un primo tempo viene assegnata a Forino, successivamente nel marzo 1943 viene inviata a Melfi ed infine verso la metà di luglio 1943 a Maratea.
Partecipò alla fondazione del Movimento Federalista Europeo. Durante il confino di Rossi a Ventotene, Ada faceva da tramite per le comunicazioni con i compagni antifascisti, e riuscì anche, con Ursula Hirschmann, a trafugare del materiale saggistico del marito e di altri confinati dell'isola. Pubblicò poi clandestinamente parte dell'opuscolo scritto a Ventotene da Rossi e da Altiero Spinelli, Per un'Europa libera e unita.
Insieme a Ursula Hirschmann, che conobbe a Ventotene dove entrambi i mariti erano imprigionati, organizzò il 27-28 agosto 1943 la prima riunione costitutiva del Movimento Federalista Europeo a Milano. Alla riunione parteciparono Altiero Spinelli, Nicolò Carandini, Ernesto Rossi e Luciano Bolis liberati pochi giorni prima. Per questo suo militantismo è considerata una delle madri dell'Europa.
Ada Rossi muore a Roma il 15 giugno 1993.

## Riconoscimenti
- La città di Bergamo le ha intitolato un giardino municipale.
- Il 9 maggio 2022 la Scuola Internazionale Europea Statale A. Spinelli di Torino ha piantato un ulivo in memoria di Ada Rossi e Ursula Hirschmann.[11]